# Петривский, Тарас Степанович
Тара́с Степа́нович Петри́вский (укр. Тарас Степанович Петрівський; 3 февраля 1984, Стрый, УССР, СССР) — украинский футболист, защитник.

## Биография

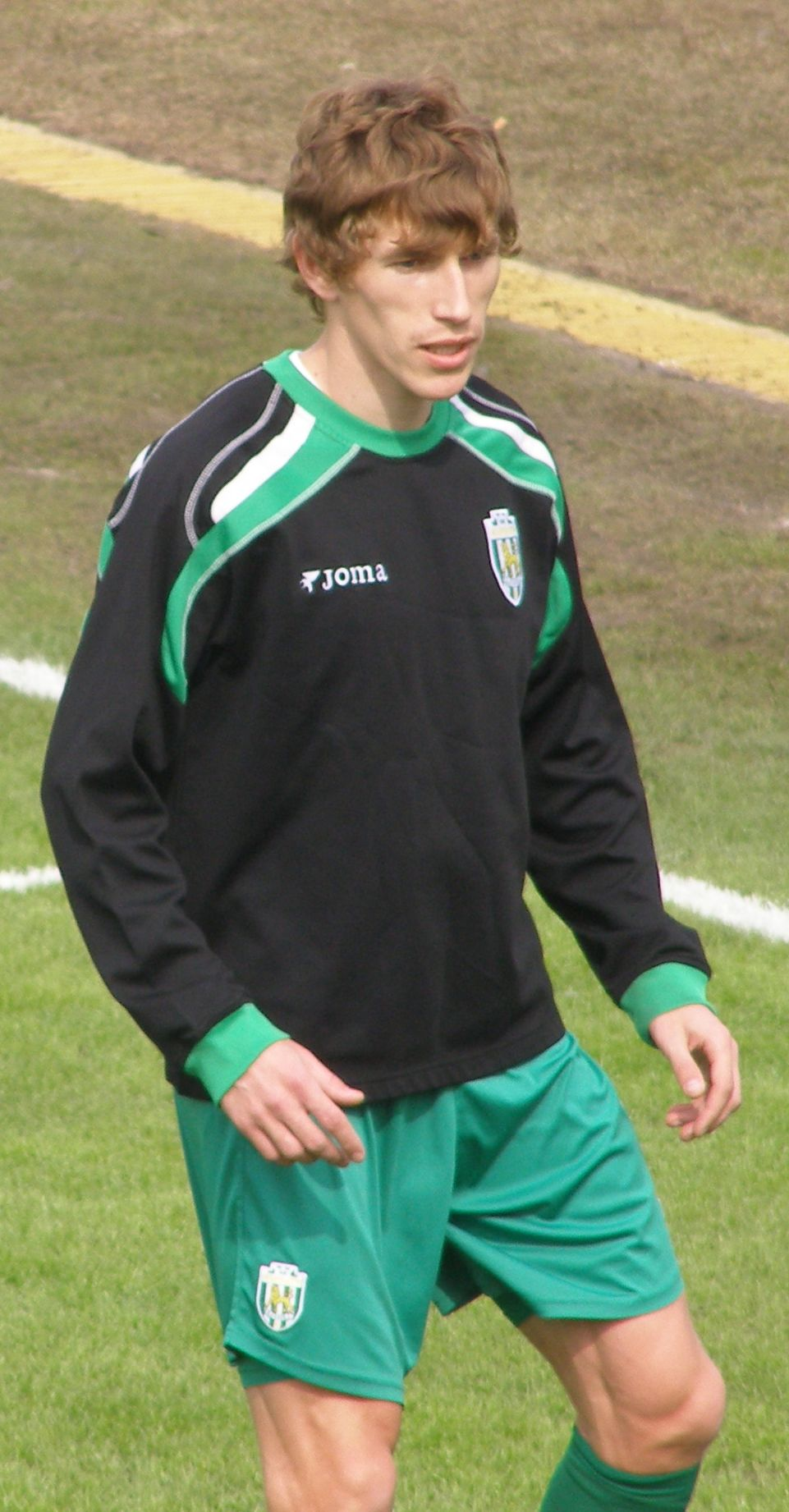
В составе «Карпат». 2010 год.

С раннего детства любил футбол, со второго класса средней школы он начал заниматься футболом в стрыйской ДЮСШ. В детстве первые тренеры Владимир Воробец и Василий Бегун пробовали его практически на всех позициях кроме вратарской, но довольно быстро пришли к выводу, что больше пользы он приносит в центре обороны. Именно как центрального защитника Петровского в восьмом классе зачислили во львовское Училище физической культуры, которое он окончил в 2001 году.
В УФК Тарас был одним из лидеров команды, подтверждением чего являются неоднократные приглашения юношеских сборных Украины разных возрастных категорий. Обратили внимание на способного футболиста и тренеры «Карпат», и сразу по завершении УФК Петровский принял предложение «Карпат».
В «Карпатах» Тарас прошёл путь от третьей команды в основной состав, в котором дебютировал в сезоне 2005/06, когда «зелёно-белые» вели отчаянную борьбу за возвращение в элитный дивизион украинского футбола. В июне 2012 года получил статус свободного агента и покинул расположение клуба. С 2012 года по июнь 2013 года выступал за «Волгарь». Долгое время был без клуба. Весной 2014 года подписал контракт с тернопольской «Нивой», за которую дебютировал 12 апреля в матче против краматорского «Авангарда».
С 2014 по 2015 год играл за «Ниву». 2 февраля 2016 года получил статус свободного агента в связи с роспуском тернопольской команды.

## Достижения
- Серебряный призёр Первой лиги Украины (1): 2005/06